# Р-439
Р-439 «Легенда-2» — комплекс станций спутниковой связи, состоящих на вооружении ВС Российской Федерации. Включает в свой ряд несколько десятков вариантов станций, среди которых — земная перевозимая Р-439-П, мобильная на бронебазе Р-439-БК и контейнерная узловая станция Р-439-КУЛ.

## Предназначение
Станции предназначены для организации спутниковой связи в войсках с использованием ретрансляторов.
- Р-439-П («Легенда-2П»)[1] занимается организацией связи в оперативно-тактическом и тактическом звеньях управления через ретранслятор космического аппарата[2]. Она обеспечивает работу через ИСЗ-ретрансляторы на геостационарной орбите «Глобус-1», «Глобус-1М» и «Глобус», а также через ИСЗ-ретрансляторы гражданского назначения типа «Экспресс» и «Ямал» (в обоих случаях — режимы с прямой ретрансляцией в диапазонах частот 4/6 ГГц); организует спутниковую связь в сетях радиальной и радиально-узловой связи по закрепленным направлениям; а также засекреченную телефонную, телеграфную и фототелеграфную связь вместе с передачей данных при работе с разными станциями[5]. Уровень роты/батальона[1].
- Р-439-БК («Легенда-2БК»)[1] обеспечивает помехозащищённую связь с использованием ретрансляторов ЕССС-2 (с геостационарной орбиты)[6]. Уровень полка[1].
- Р-439-КУЛ («Легенда-2КУЛ») предназначена для работы по десяти направлениям в сети связи с малогабаритными станциями Р-439-П, узловыми станциями Р-440-УН, Р-440-УНЛ, Р-441-УСП1 и другими станциями через стволы ретрансляторов ИСЗ «Глобус-1» и ИСЗ «Ямал» в режимах с прямой ретрансляцией в диапазоне частот 4/6 ГГц[7].

## Сравнительные характеристики некоторых вариантов
| Характеристика                                    | Р-439-П | Р-439-БК       | Р-439-КУЛ |
| ------------------------------------------------- | --- | -------------- | --- |
| Экипаж, чел.                                      | 1—2 |                | 4 |
| Масса, кг                                         | от 90 до 132,5 |                | |
| Габариты, мм                                      | 1162х877х1202 (антенный модуль) 355х500х265 (аппаратный модуль)                                                    |                | |
| Диапазон рабочих частот на передачу, МГц          | 5850—5886, 5760—5770                                                                                               | 5725—6225      | 5725—6225 (ствол 2 «Глобус-1»: 5850—5866 ствол 3 «Глобус-1»: 5760—5770 ствол 2 «Ямал»: 5797,5—5802 МГц)            |
| Диапазон рабочих частот на приём, МГц             | 3525—3541, 3472,5—3482,5                                                                                           | 3400—3900      | 3400—3900 (ствол 2 «Глобус-1»: 3525—3541 ствол 3 «Глобус-1»: 3472,5—3482,5 ствол 2 «Ямал»: 3472,5—3477)            |
| Метод помехозащиты                                | ФМ ШПС с тактовой частотой 0,48 МГц                                                                                |                | ФМ ШПС с тактовой частотой 0,48 МГц                                                                                |
| Сопряжение станции с оконечной аппаратурой, стыки | С1-ФЛ-БИ (по цифр. телеф. каналам) АЛ (удалённый абонент АТС) RS232 (межмашинный обмен с подключением внешних ЭВМ) |                | С1-ФЛ-БИ (по цифр. телеф. каналам) АЛ (удалённый абонент АТС) RS232 (межмашинный обмен с подключением внешних ЭВМ) |
| Вид модуляции                                     | ОФТ, ФМ, ФМ-ШПС |                | |
| Количество каналов ТЛФ/ТЛГ                        | | 4/1            | |
| Скорость передачи в канале, кбит/с                | 1,2—9,6 (информационные скорости 1,2; 2,4; 4,8; 9,6; 48)                                                           | 0,1—9,6        | 1,2—9,6 (пропускная способность 1,2; 2,4; 4,8; 9,6; 48)                                                            |
| Потребляемая мощность, Вт                         | 90/190 (приём/передача)                                                                                            |                | 8000 (приём/передача)                                                                                              |
| Ручное наведение антенны                          | диапазон 7 по углу места                                                                                           |                | диапазон по азимуту 70 по углу места 40                                                                            |
| Диаметр антенны, м                                | 1,2 (разрезное на 5 частей)                                                                                        | 1,5            | 2,5 (разрезное на 5 частей)                                                                                        |
| Добротность приёмной системы                      | +6дБ/К |                | +12дБ/К |
| Мощность передатчиков, Вт                         | не менее 10 (выходная)                                                                                             | 130            | 50 (выходная) |
| Количество направлений связи                      | 1 |                | 10 |
| Шаг сетки частот, кГц                             | 500 |                | |
| Первичное питание от внешней сети                 | Однофазная сеть: 187...242 В, частота 50...60 Гц                                                                   |                | Трёхфазная сеть переменного тока: (380В38)В, частота 50 Гц                                                         |
| Первичное питание от источника тока               | Постоянный ток: +22,2...29,7 В                                                                                     |                | ЭД4-Т400-ВМ1 (встроен)                                                                                             |
| Время развёртывания, мин.                         | 15 | 20             | 60 (20 минут к подготовке после включения питания)                                                                 |
| Базовое шасси / транспортная база                 | Перевозится любым транспортом                                                                                      | БТР-80 (К1.Ш1) | КК-2,02 |